# Víktor Mostovik
Víktor Mostovik (7 de enero de 1963) es un atleta moldavo especializado en la marcha atlética.
Mostovik consiguió la medalla de bronce en la Copa del Mundo de Marcha Atlética de 1985 en la Isla de Man. En la siguiente edición, en 1987, consiguió la medalla de plata. Es de destacar el cuarto puesto obtrenido en el Campeonato Mundial de Atletismo de 1987 celebrado en Roma.

## Mejores marcas personales
| Mejores marcas personales | Mejores marcas personales | Mejores marcas personales  | Mejores marcas personales |
| Distancia                 | Tiempo                    | Lugar                      | Fecha                     |
| ------------------------- | ------------------------- | -------------------------- | ------------------------- |
| 10 000 m                  | 41:08.6                   | Riga, Letonia              | 14 de junio de 1981       |
| 20 km                     | 1h:19:32                  | Nueva York, Estados Unidos | 3 de mayo de 1987         |
| PC - Pista Cubierta       |                           |                            |                           |